# Od kołyski aż po grób
Od kołyski aż po grób (ang. Cradle 2 the Grave) – amerykański film sensacyjny z 2003 roku w reżyserii Andrzeja Bartkowiaka.

## Obsada
- Jet Li jako Su
- DMX jako Anthony Fait
- Gabrielle Union jako Daria
- Mark Dacascos jako Yao Ling
- Kelly Hu jako Sona
- Drag-on jako Miles
- Anthony Anderson jako Tommy
- Tom Arnold jako Archie
- Paige Hurd jako Vanessa Fait
- Paolo Seganti jako Christophe
- Michael Jace jako Odion
- Chi McBride jako Jump Chambers

## Ścieżka dźwiękowa
| Nr | Tytuł                            | Kompozytorzy                                                                         | Występujący | Długość |
| -- | -------------------------------- | ------------------------------------------------------------------------------------ | --- | ------- |
| 1  | „X Gon’ Give It to Ya”           | E. Simmons, K. Dean, S. King                                                         | DMX | 3:43    |
| 2  | „Go to Sleep”                    | E. Simmons, M. Mathers, O. Trice, L. Resto, S. King                                  | - Refren i wyjściówka: Eminem - Pierwsza zwrotka: Eminem - Druga Zwrotka: Obie Trice - Trzecia Zwrotka: DMX                                 | 4:46    |
| 3  | „What's It All For?”             | C. Sanford, C. Ginsberg, D. Miller, J. Magera, S. King                               | Bzr Royale | 3:54    |
| 4  | „Follow Me Gangster”             | C. Jackson, C. Lloyd, K. Frazier, M. Bernard, M. Clervox, S. Dorsian, V. Jr. Montana | - Wejściówka i refren: 50 Cent - Pierwsza zwrotka: 50 Cent - Druga zwrotka: Tony Yayo - Trzecia zwrotka: Lloyd Banks                        | 3:35    |
| 5  | „Stompdashitoutu”                | K. Holley, V. Santiago, T. Pizarro, E. Murray, J. Griannage, E. Randle, J. Shaw      | C.N.N., M.O.P. | 3:03    |
| 6  | „Do Sumptin”                     | J. Carter, J. McElveen, L. Austin                                                    | Comp | 4:12    |
| 7  | „My Life (Cradle 2 the Grave)”   | A.P. Thompson, B. Jackson, E. Townsend, I. Marchand                                  | - Refren: Althea - Zwrotki: Foxy Brown | 4:19    |
| 8  | „Fireman”                        | M. Smalls, A. Parrino, B. Strong, N. Whitfield, C. Mayfield                          | Drag-On | 3:00    |
| 9  | „Drop Drop”                      | Joe Budden, J. Kuleszynski                                                           | Joe Budden | 4:21    |
| 10 | „I’m Serious”                    | T. Thornton, G. Thornton, L. Porter, T. Hassan, K. Hassan                            | Clipse | 4:16    |
| 11 | „Right/Wrong”                    | E. Simmons. Raashaun Casey, Renan Thybulle                                           | DMX | 3:50    |
| 12 | „It's Gon' Be What It's Gon' Be” | S. Odom, K. Clarke, A. Lewis, D. Pelzer, Brian Holland, Eddie Holland                | - Wejściówka: Loose - Refren: Loose i Jinx - Pierwsza zwrotka: Jinx - Druga zwrotka: Loose - Trzecia zwrotka: Loose - Czwarta zwrotka: Jinx | 3:05    |
| 13 | „Hand That Rocks tha Cradle”     | D. Joyner, D. Blackman                                                               | Big Stan | 4:17    |
| 14 | „Won't Be Coming Back”           | B. Williams, B. Thomas, L. Richie                                                    | Baby | 4:11    |
| 15 | „C2G”                            | J. Cartagena, S. King, R. Montero, R. Santanna                                       | Fat Joe, Youngn | 4:17    |
| 16 | „Focus”                          | E. Lomax, J. Russ                                                                    | Kashmir | 4:00    |
| 17 | „Slangin' Dem Thangs”            | L. Duminie, R. Rangel, F. Massey, T. Bell, L. Creed                                  | Profit | 4:44    |
| 18 | „Off the Hook”                   | D. Carr, S. Campbell, M. Leather                                                     | Jinx da Juvy | 4:09    |